# Pavel Kolgatin
Pavel Kolgatin (russisch Павел Колгатин, Pawel Kolgatin; geboren 1987 in Balaschow, Russland) ist ein russischer Opernsänger der Stimmlage Tenor. 

## Leben
Nach seinem Gesangsstudium in Moskau gewann Kolgatin mehrere Gesangswettbewerbe. Rasch erhielt er Engagements unter namhaften Dirigenten wie Louis Langrée, Wladimir Teodorowitsch Spiwakow, Wiktor Sergejewitsch Popow und Nikolai Nikolajewitsch Nekrassow und wirkte als Solist der Academy of Choral Art bei Auftritten in Russland, der Schweiz, Holland, Japan, Deutschland und Frankreich. Er trat bei Festivals, wie den Moskauer December Nights, dem Festival de Colmar in Frankreich, dem Rheingau Musik Festival und der Oldenburger Promenade auf. 2009 wurde er Mitglied des Jungen Ensembles am Bolschoi-Theater in Moskau. In der Folge gastierte der Sänger als Nemorino in L’elisir d’amore an Salzburger Landestheater, als Ferrando in Così fan tutte am Teatro San Carlo in Neapel, sowie als Tamino in der Zauberflöte an der Opera di Roma und am Moskauer Bolschoi-Theater.
Seit 2012 gehörte er dem Ensemble der Wiener Staatsoper. Hier debütierte er als Balthasar Zorn in Wagners Meistersingern von Nürnberg und sang weiters Brighella (in Ariadne auf Naxos), Don Basilio (in Le nozze di Figaro), Graf Almaviva (im Barbiere di Siviglia) und Gottesnarrn (in Boris Godunow). Im Oktober 2014 zählte er – als Arbace – zur Premierenbesetzung von Mozarts Idomeneo und im Juni 2015 übernahm er den Ferdinand in der Staatsopernpremiere von Thomas Adès’ The Tempest.